# Maximilian Krauß
Maximilian Krauß (* 24. November 1996 in Münchberg) ist ein deutscher Fußballspieler.

## Karriere
Nach seinen Anfängen in der Jugend des FC Eintracht Münchberg wechselte er in die Jugendabteilung der SpVgg Bayern Hof. Nachdem er dort zu ersten Einsätzen in der Bayernliga gekommen war, wechselte er im Sommer 2016 in die Regionalliga Bayern zur zweiten Mannschaft des 1. FC Nürnberg. Zum Jahreswechsel 2017/18 wurde er in den Profikader des 1. FC Nürnberg aufgenommen. Im Sommer 2018 erfolgte sein Wechsel zur SpVgg Unterhaching. Dort kam er auch zu seinem ersten Einsatz im Profibereich in der 3. Liga, als er am 16. September 2018, dem 7. Spieltag, bei der 0:1-Heimniederlage gegen die Würzburger Kickers in der 73. Spielminute für Luca Marseiler eingewechselt wurde.
Zur Saison 2021/22 wechselte Krauß in die Regionalliga Nordost zum FC Carl Zeiss Jena. Im Januar 2024 wechselte er zu Jenas Ligakonkurrent Energie Cottbus. Für die Lausitzer bestritt er insgesamt 50 Ligaspiele und stieg mit ihnen in die 3. Liga auf. Im Mai 2025 wurde er von Trainer Claus-Dieter Wollitz suspendiert, als wenige Tage vor dem Auswärtsspiel gegen Hansa Rostock  (3:1) sein Wechsel zu den Norddeutschen bekannt wurde. Am 2. Juni 2025 bestätigte Hansa den Wechsel schließlich.

## Erfolge
- Aufstieg in die 3. Liga: 2024